# Transport hectométrique de Naples

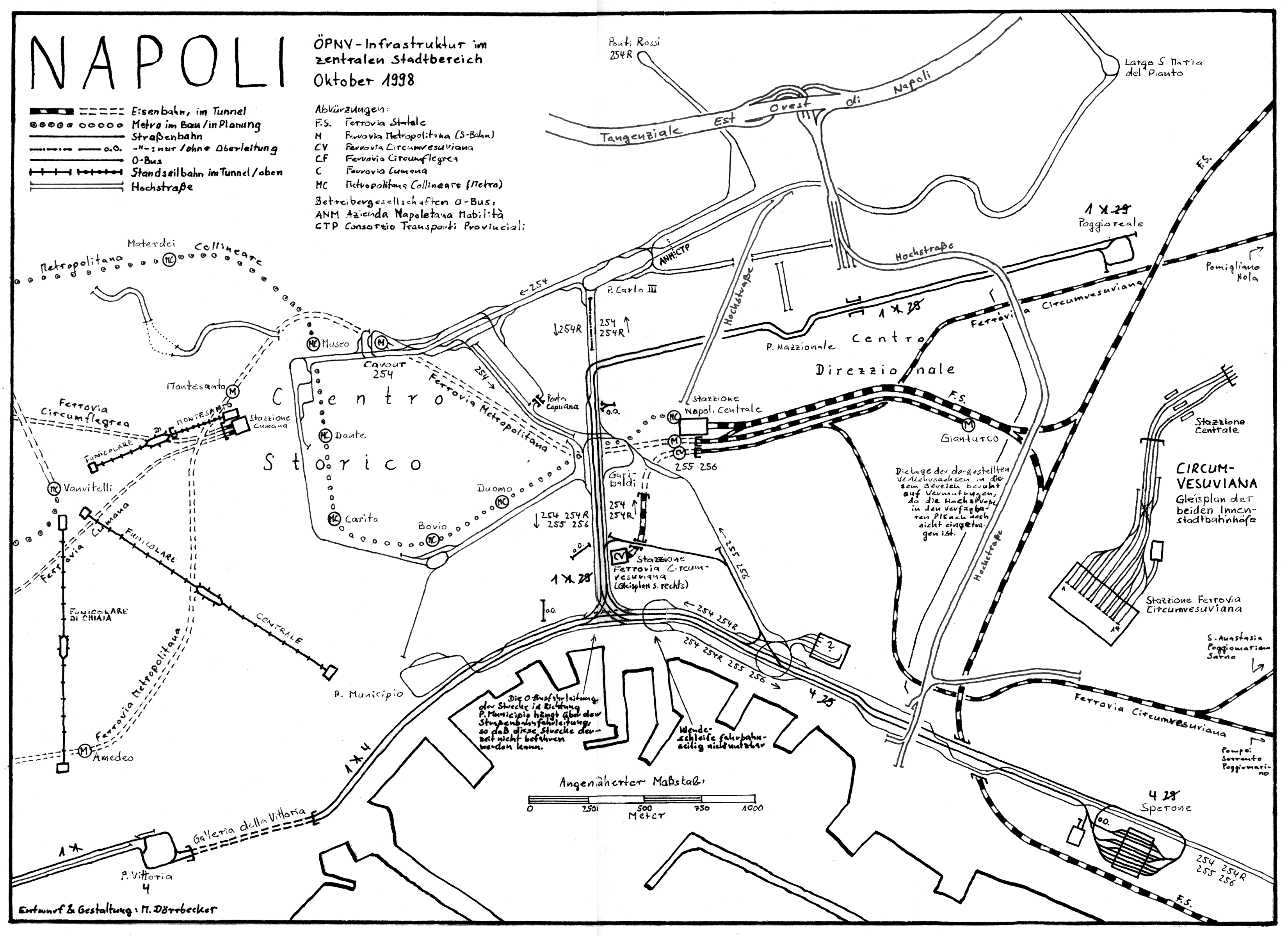
Plan du réseau de transports du centre-ville. Outre les gares des chemins de fer de banlieue, trois des quatre funiculaires sont visibles. Le réseau de tramway a sensiblement diminué depuis 1998.

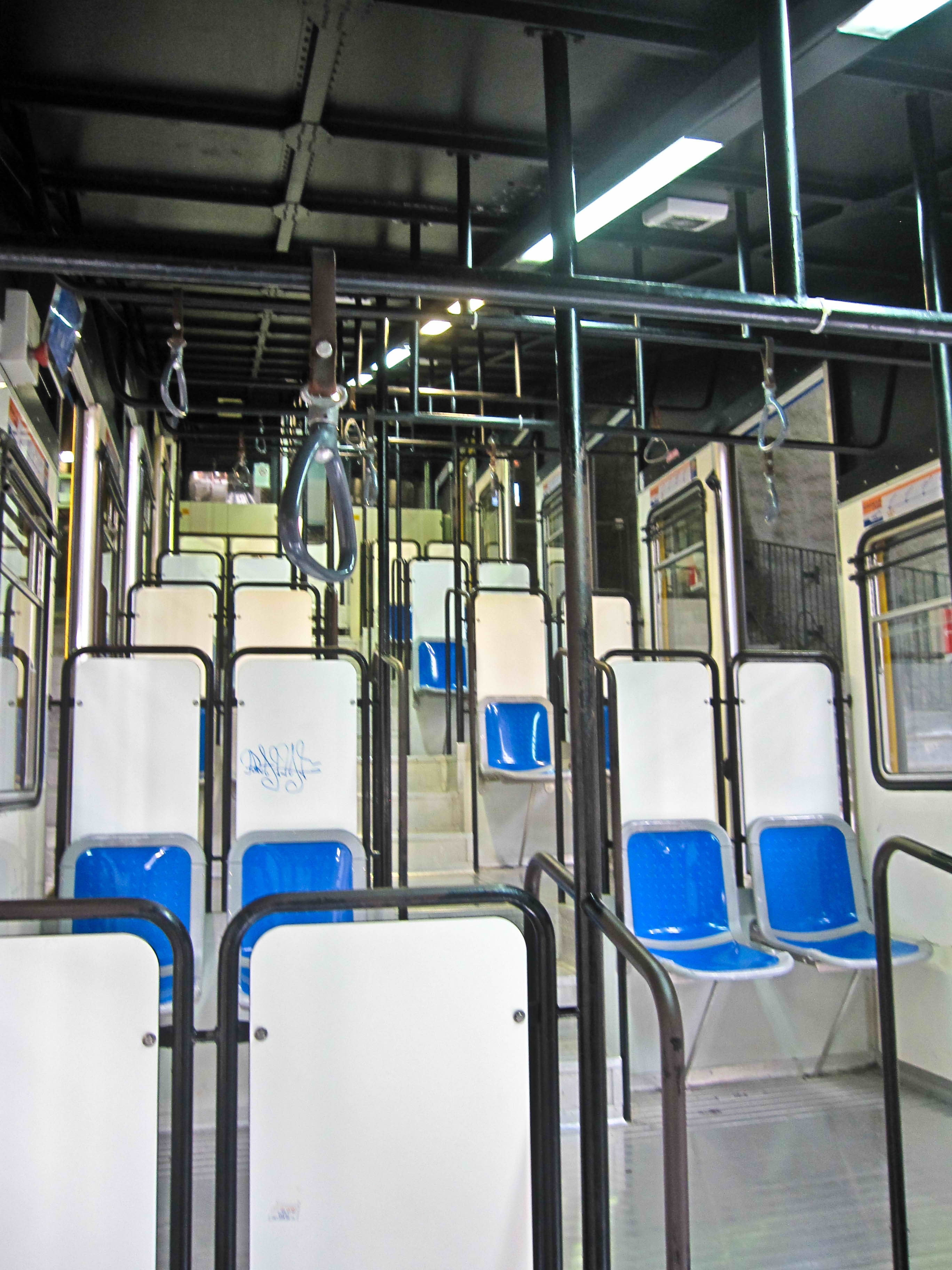
Funiculaire de Chiaia : intérieur d'une rame.

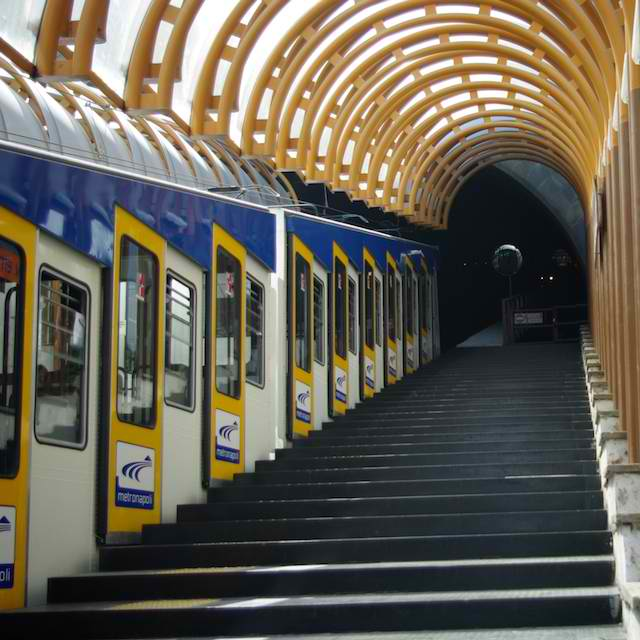
Funiculaire de Montesanto

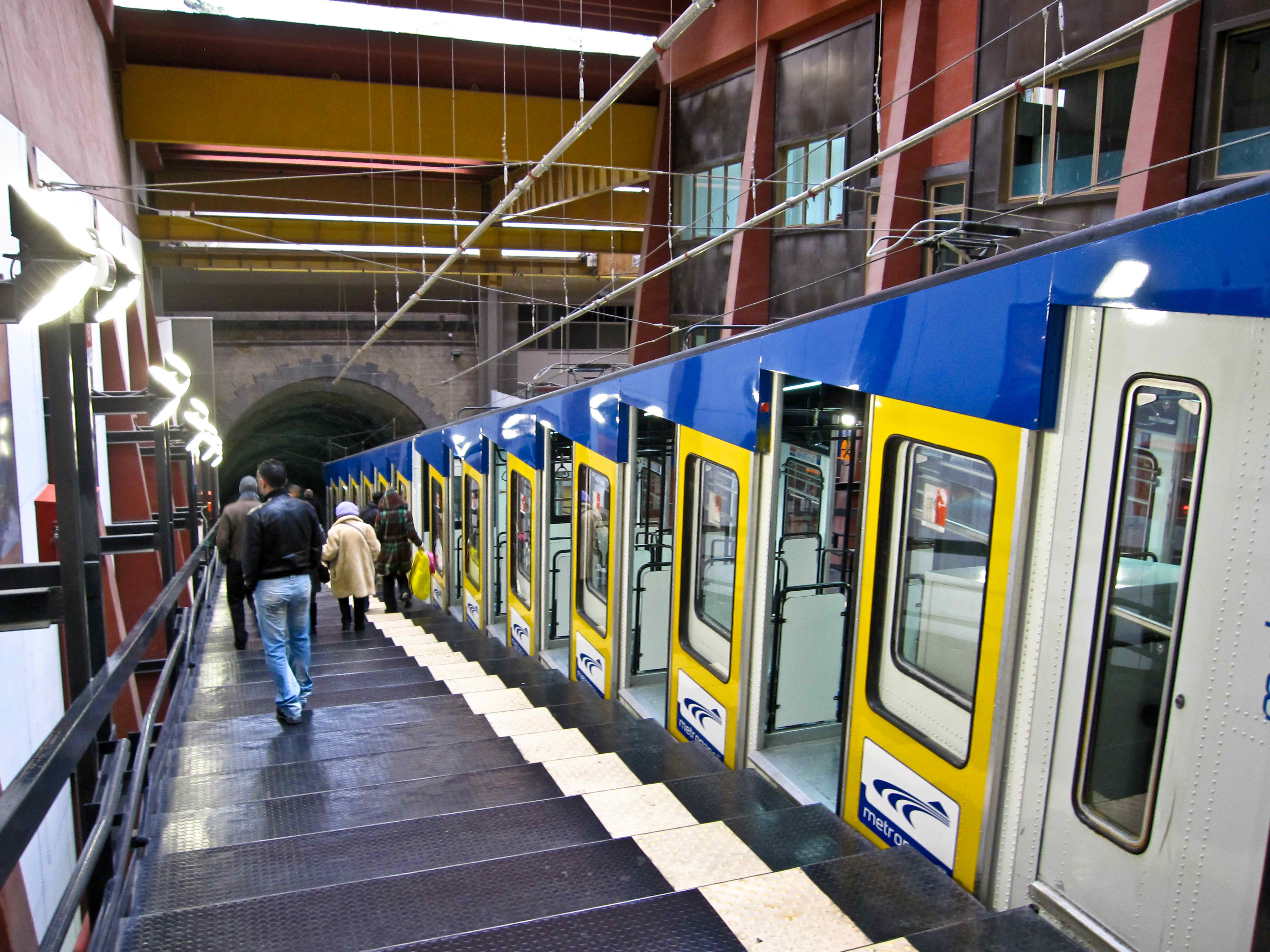
Funiculaire de Montesanto : station Via Morghen.

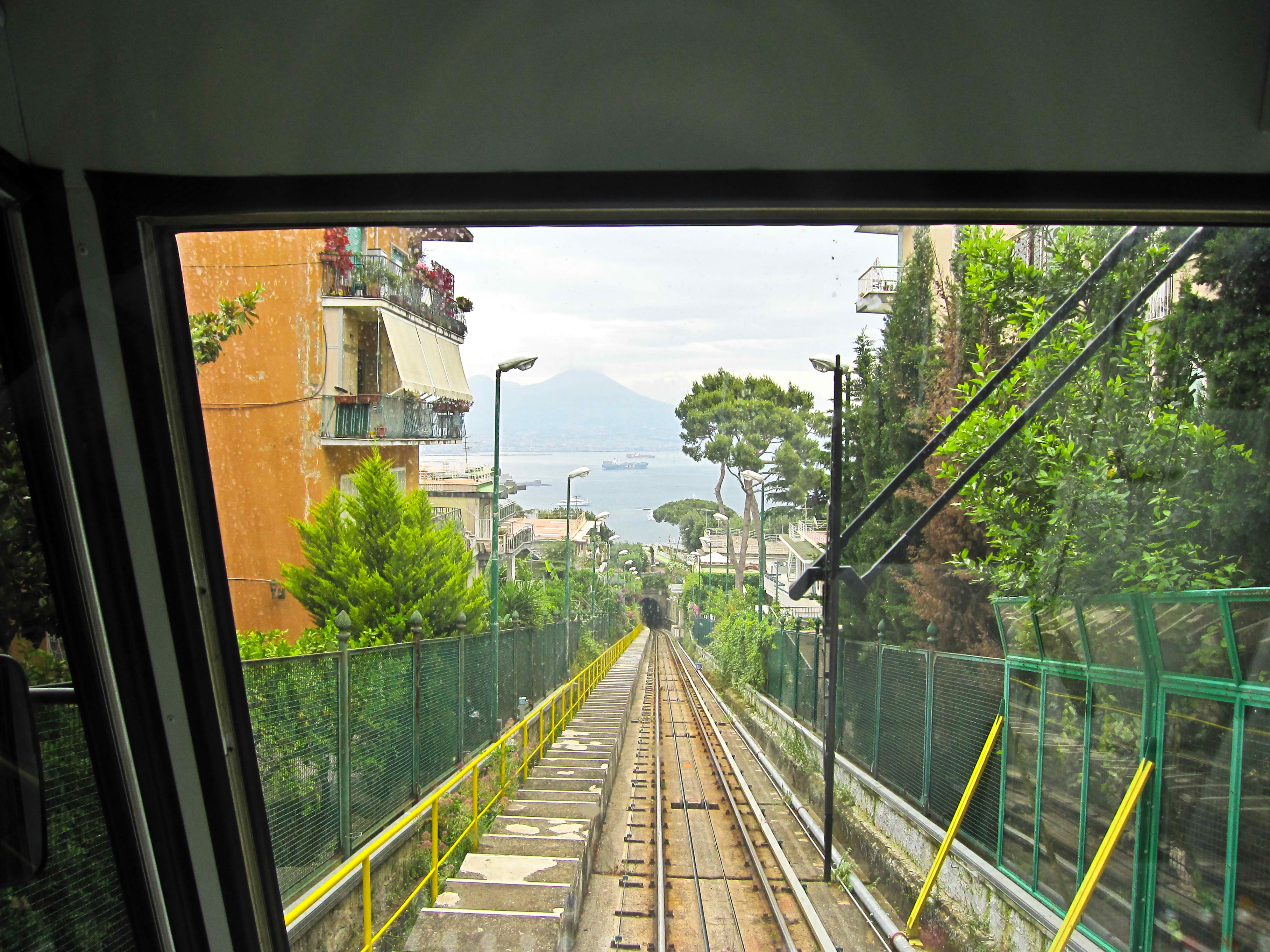
Funiculaire de Mergellina : vue du panorama de la baie de Naples (au fond, on aperçoit le Vésuve).

Le transport hectométrique de Naples est un système automatisé de transport en commun qui se compose de quatre funiculaires qui relient la colline de Vomero au centre, trois ascenseurs à libre accès et quelques escaliers roulants extérieurs. Tous ces systèmes hectométriques sont exploités par ANM (Azienda Napoletana Mobilità).

## Les funiculaires

### Funiculaire de Chiaia
Il relie la station Vanvitelli de la ligne 1 au quartier de Chiaia. Inauguré en 1889, il est le plus ancien funiculaire de Naples. Son trajet dessert quatre stations (y compris les deux terminus). La pente maximale est de 29,18 %.

### Funiculaire de Montesanto
Il relie le quartier de Vomero avec le centre historique de Naples. Il a été ouvert en 1891 et dessert trois stations (y compris le terminus). La pente moyenne est de 20,84 %.

### Funiculaire Centrale
Il relie la station Vanvitelli de la ligne 1 à Via Toledo. Ouvert en 1928, son parcours dessert quatre arrêts (y compris les terminus). La pente moyenne est de 12 %.

### Funiculaire de Mergellina
Il relie le quartier homonyme à la colline de Posillipo. Ouvert en 1931, son itinéraire dessert cinq stations (y compris les terminus). La pente moyenne est de 16 %, tandis que la pente maximale est de 46 %.

## Les ascenseurs

### Ascenseur Acton
L'ascenseur Acton relie la piazza del Plebiscito à la sous-jacente via Ferdinando Acton. Sa cabine peut accueillir 11 personnes à la fois.

### Ascenseur de la Sanità
L'ascenseur Sanità relie le Corso  Amedeo di Savoia au Rione Sanità. Sa capacité est de huit personnes à la fois.

### Ascenseur de Chiaia
L'ascenseur  Chiaia relie via Nicotera à la via Chiaia. Sa capacité est de 15 personnes à la fois.

## Les escaliers roulants
Les escaliers roulants de Naples sont tous situés sur la colline de Vomero, et servent à simplifier l'accès au funiculaire de Montesanto et à surmonter la dénivelée entre Piazza Fuga et la zone panoramique de San Martino. Une autre installation, qui relie la zone de Montesanto au Corso Vittorio Emanuele, n'a jamais été mise en service.